# Xenotarsosaurus
Xenotarsosaurus är ett släkte av Abelisaurider från kritaperioden. Dess fossil upptäcktes 1986, och är den tredje arten av abelisaurider som upptäcktes i Argentina. Trots att arten blev uppmärksammad i populärkulturen, är den svår att studera på grund av brist på fler fossiler. Forskare är säkra på att den jagade dinosaurier som Drusilasaura och Secernosaurus.